# Ulisse Stefanelli
Pour les articles homonymes, voir Stefanelli.

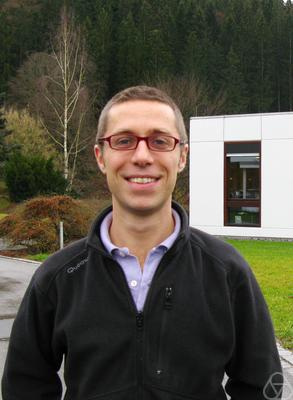

Ulisse Stefanelli est un mathématicien italien. Il est professeur à la Faculté de mathématiques de l'Université de Vienne.

## Biographie
Stefanelli obtient son doctorat sous la direction de Pierluigi Colli en 2003 à l'Université de Pavie. Il occupe un poste de chercheur à l'Istituto di Matematica Applicata e Tecnologie Informatiche E. Magenes du Conseil national de la recherche italien à Pavie depuis 2001. En 2013, il est nommé à la chaire de mathématiques appliquées et de modélisation à la faculté de mathématiques de l'université de Vienne. Il a également mené des recherches à l'Université du Texas à Austin, à l'École polytechnique fédérale de Zurich et à l'Université de Zurich, à l'Institut Weierstrass d'analyse appliquée et de stochastique à Berlin et au Laboratoire de Mécanique et Génie Civil à Montpellier.
Depuis 2017, il est le président du Spezialforschungsbereich (de) F65 Apprivoiser la complexité dans les systèmes différentiels partiels (Taming Complexity in Partial Differential Systems) financé par le Fonds scientifique autrichien (en).

## Travaux
Ses recherches portent sur le calcul des variations, les équations aux dérivées partielles et la science des matériaux .

## Prix et distinctions
- 2015 : Prix Vinti de l'Union mathématique italienne[3].
- 2010 : Prix Richard-von-Mises de la Société de mathématiques appliquées et de mécanique (GAMM)[4].
- 2009 : Prix Friedrich-Wilhelm-Bessel de la Fondation Alexander-von-Humboldt
- 2007 : Bourse de démarrage du CER[5]

## Publications (sélection)
- (en) Edoardo Mainini et Ulisse Stefanelli, « Crystallization in Carbon Nanostructures », Communications in Mathematical Physics, vol. 328, no 2,‎ 1er juin 2014, p. 545–571 (ISSN 1432-0916, DOI 10.1007/s00220-014-1981-5, Bibcode 2014CMaPh.328..545M, S2CID 253744289, lire en ligne)
- (en) Alexander Mielke et Ulisse Stefanelli, « Weighted energy-dissipation functionals for gradient flows », ESAIM: Control, Optimisation and Calculus of Variations, vol. 17, no 1,‎ 1er janvier 2011, p. 52–85 (ISSN 1292-8119, DOI 10.1051/cocv/2009043 , lire en ligne)
- (en) F. Auricchio, A. Reali et U. Stefanelli, « A macroscopic 1D model for shape memory alloys including asymmetric behaviors and transformation-dependent elastic properties », Computer Methods in Applied Mechanics and Engineering, vol. 198, no 17,‎ 15 avril 2009, p. 1631–1637 (ISSN 0045-7825, DOI 10.1016/j.cma.2009.01.019, Bibcode 2009CMAME.198.1631A, lire en ligne)
- Luis A. Caffarelli et Ulisse Stefanelli, « A Counterexample to C 2,1 Regularity for Parabolic Fully Nonlinear Equations », Communications in Partial Differential Equations, vol. 33, no 7,‎ 3 juillet 2008, p. 1216–1234 (ISSN 0360-5302, DOI 10.1080/03605300701518240, arXiv math/0701769, S2CID 15798910, lire en ligne)
- (en) Alexander Mielke, Tomáš Roubíček et Ulisse Stefanelli, « Γ-limits and relaxations for rate-independent evolutionary problems », Calculus of Variations and Partial Differential Equations, vol. 31, no 3,‎ 1er mars 2008, p. 387–416 (ISSN 1432-0835, DOI 10.1007/s00526-007-0119-4, S2CID 55568258, lire en ligne)
- Ulisse Stefanelli, « The Brezis–Ekeland Principle for Doubly Nonlinear Equations », SIAM Journal on Control and Optimization, vol. 47, no 3,‎ 1er janvier 2008, p. 1615–1642 (ISSN 0363-0129, DOI 10.1137/070684574, lire en ligne)
- Ferdinando Auricchio, Alexander Mielke et Ulisse Stefanelli, « A rate-independent model for the isothermal quasi-static evolution of shape-memory materials », Mathematical Models and Methods in Applied Sciences, vol. 18, no 1,‎ 1er janvier 2008, p. 125–164 (ISSN 0218-2025, DOI 10.1142/S0218202508002632, arXiv 0708.4378, S2CID 17499836, lire en ligne)
- (en) F. Auricchio, A. Reali et U. Stefanelli, « A three-dimensional model describing stress-induced solid phase transformation with permanent inelasticity », International Journal of Plasticity, vol. 23, no 2,‎ 1er février 2007, p. 207–226 (ISSN 0749-6419, DOI 10.1016/j.ijplas.2006.02.012, lire en ligne)